# Großsteingrab Westenesch-Noord
Das Großsteingrab Westenesch-Noord ist eine megalithische Grabanlage der jungsteinzeitlichen Westgruppe der Trichterbecherkultur bei Westenesch, einer Bauerschaft der Gemeinde Emmen in der niederländischen Provinz Drenthe. Es trägt die Van-Giffen-Nummer D42.

## Lage
Das Grab befindet sich nördlich von Westenesch und ist über einen Feldweg zugänglich, der vom Schietbaanweg abzweigt. In der näheren Umgebung gibt es zahlreiche weitere Großsteingräber. 940 m südlich befindet sich das Großsteingrab Westenesch (D44), 1,1 km ostnordöstlich das Großsteingrab Emmen-Noord (D41), 1,2 km ostsüdöstlich das Großsteingrab Emmen-Schimmeres (D43), 2 km nordöstlich die drei Großsteingräber bei Emmerveld (D38–D40) und 2,6 km östlich das Großsteingrab Emmerdennen (D45). 2,8 km nordnordöstlich lag das zerstörte Großsteingrab Weerdinge (D37a).

## Forschungsgeschichte

### 18. und 19. Jahrhundert
Die Existenz des Grabes wurde erstmals auf der zwischen 1788 und 1792 entstandenen Hottinger-Karte erwähnt. Leonhardt Johannes Friedrich Janssen, Kurator der Sammlung niederländischer Altertümer im Rijksmuseum van Oudheden in Leiden, besuchte 1847 einen Großteil der noch erhaltenen Großsteingräber der Niederlande, darunter auch das Grab von Westenesch-Noord, und publizierte im folgenden Jahr das erste Überblickswerk mit Baubeschreibungen und schematischen Plänen der Gräber. Janssens Nachfolger Willem Pleyte unternahm 1874 zusammen mit dem Fotografen Jan Goedeljee eine Reise durch Drenthe und ließ dort erstmals alle Großsteingräber systematisch fotografieren. Auf Grundlage dieser Fotos fertigte er Lithografien an. Conrad Leemans, Direktor des Rijksmuseums, unternahm 1877 unabhängig von Pleyte eine Reise nach Drenthe. Jan Ernst Henric Hooft van Iddekinge, der zuvor schon mit Pleyte dort gewesen war, fertigte für Leemans Pläne der Großsteingräber an. Leemans’ Bericht blieb allerdings unpubliziert. 1878 erfolgte eine erste Dokumentation durch William Collings Lukis und Henry Dryden, die auf Anregung von Augustus Wollaston Franks die Provinz Drenthe bereisten und dabei sehr genaue Grundriss- und Schnittzeichnungen von 40 Großsteingräbern anfertigten.

### 20. und 21. Jahrhundert
Zwischen 1904 und 1906 dokumentierte der Mediziner und Amateurarchäologe Willem Johannes de Wilde alle noch erhaltenen Großsteingräber der Niederlande durch genaue Pläne, Fotografien und ausführliche Baubeschreibungen. Seine Aufzeichnungen zum Grab von Westenesch-Noord sind allerdings verloren gegangen. 1918 dokumentierte Albert Egges van Giffen die Anlage für seinen Atlas der niederländischen Großsteingräber. 1960 fand eine Restaurierung statt. 1965 untersuchte van Giffen den Eingangsbereich. Seit 1983 ist die Anlage ein Nationaldenkmal (Rijksmonument). 2017 wurde die Anlage zusammen mit den anderen noch erhaltenen Großsteingräbern der Niederlande in einem Projekt der Provinz Drente und der Reichsuniversität Groningen von der Stiftung Gratama mittels Photogrammetrie in einem 3D-Atlas erfasst.

## Beschreibung
Bei der Anlage handelt es sich um ein schlecht erhaltenes südost-nordwestlich orientiertes Ganggrab. Eine steinerne Umfassung konnte nicht festgestellt werden. Die Grabkammer hat eine Länge von 16,5 m und eine Breite von 4,8 m. Sie bestand ursprünglich aus 21 Wandsteinen an den Langseiten, je einem Abschlussstein an den Schmalseiten und zehn Decksteinen. Sieben Wandsteine und sechs Decksteine fehlen. Vor dem Zugang konnte van Giffen 1965 die Standlöcher von drei Paar Gangsteinen feststellen. Diese Zahl ist einzigartig für die Großsteingräber in den Niederlanden, üblich sind meist ein oder zwei Paar Gangsteine.

## Funde

### Bestattungen
Aus dem Grab stammen geringe Reste von Leichenbrand. Die geborgene Menge betrug nur 2,3 g. Die Knochen gehörten zu einem Individuum, dessen Sterbealter und Geschlecht sich nicht mehr bestimmen ließen.

### Beigaben
Bei der nachträglichen Durchsuchung der ausgehobenen Erde fand van Giffen bei seiner Untersuchung im Jahr 1965 ein bronzenes doppelschneidiges Rasiermesser aus der mittleren Bronzezeit (1400–1200 v. Chr.).